# Epilecta albidata
Epilecta albidata är en fjärilsart som beskrevs av Walker 1865. Epilecta albidata ingår i släktet Epilecta och familjen nattflyn. Inga underarter finns listade i Catalogue of Life.